# Тевлі
Тевлі (біл. Тэўлі) — село в Білорусі, у Кобринському районі Берестейської області. Орган місцевого самоврядування — Тевельська сільська рада.

## Географія
Розташоване на залізничній станції на лінії Жабинка — Береза, за 14 км на північний захід від Кобриня.

## Історія
У 1563 році згадуються лавники із села Залісся Іван Данило і Панько Тевелевичі. У 1679 році до села належало 50 волок землі. У 1917—1918 роках у Тевлях діяла українська початкова школа, у якій навчалося 26 учнів, вчителем був С. Гель.

## Населення
За переписом населення Білорусі 2009 року чисельність населення села становила 597 осіб.

## Культура
У селі міститься Успенська церква 1872 року.

## Особистості
У селі помер і був похований український поет Володимир Китаєвський, який у 1930-х роках мешкав у Тевлях і працював сільським війтом, доки не був звільнений за спробу відновити українську школу.